# Andreas Gerwen
Andreas Gerwen (* 1. November 1983) ist ein schwedischer Poolbillardspieler.

## Karriere
Im Jahr 2009 nahm Gerwen erstmals an der Europameisterschaft teil und belegte dabei in 8-Ball, 9-Ball und 14/1 endlos jeweils den 65. Platz. 2010 erreichte er das Achtelfinale im 9-Ball und den 17. Platz im 14/1 endlos. 2011 erreichte er im 14/1 endlos das Viertelfinale, unterlag dort jedoch dem Russen Roman Prutschai, zudem erreichte er das Sechzehntelfinale im 8-Ball. Bei den Austria Open 2011 erreichte Gerwen erstmals die Finalrunde eines Euro-Tour-Turniers, schied aber bereits im Sechzehntelfinale gegen Philipp Stojanovic aus. Bei den Treviso Open erreichte er erstmals das Achtelfinale, verlor dieses jedoch gegen Chris Melling mit 8:9.
Bei der EM 2012 gewann Gerwen seine bislang einzige Medaille. Im 8-Ball unterlag er erst im Halbfinale dem Ukrainer Artem Koschowyj. Bei den German Open erreichte er 2012 das Achtelfinale, verlor dieses jedoch gegen Oliver Ortmann, bei den China Open belegte er den 33. Platz und bei den North Cyprus Open schied er im Achtelfinale mit 8:9 gegen Bruno Muratore aus.
Im März 2013 erreichte Gerwen das Finale der Interpool 9-Ball Open, verlor dieses jedoch gegen den Finnen Mika Immonen. Bei der Europameisterschaft schied er im April in allen vier Disziplinen (8-Ball, 9-Ball, 10-Ball, 14/1 endlos) im Achtelfinale aus. Bei den Castel-Brando Open 2013 schied er ebenfalls im Achtelfinale aus.
Bei der EM 2014 kam Gerwen nicht über den 17. Platz im 10-Ball hinaus. Auf der Euro-Tour verlor er bei den North Cyprus Open auch sein fünftes Achtelfinale, diesmal gegen Imran Majid.
Bei der 9-Ball-Weltmeisterschaft 2014 erreichte Gerwen erstmals die Finalrunde einer WM, schied jedoch bereits in der Runde der letzten 64 gegen den Russen Konstantin Stepanow aus.
Gerwen nahm bislang dreimal am World Cup of Pool teil, schied aber sowohl 2012 und 2013 gemeinsam mit Marcus Chamat als auch 2014 mit Tomas Larsson in der ersten Runde aus.
Mit der schwedischen Mannschaft nahm Gerwen an drei Team-Weltmeisterschaften teil und schied dabei 2010 im Achtelfinale gegen Deutschland 2 aus, 2012 im Viertelfinale gegen den späteren Weltmeister Taiwan und 2014 im Achtelfinale gegen den späteren Weltmeister China 2.